# Ташкулова, Карина Суванкуловна
Карина Суванкуловна Ташкулова (16 января 1992) — российская футболистка, полузащитница, игрок в мини-футбол и пляжный футбол.

## Биография
Воспитанница калининградского футбола. В юниорском возрасте занималась в спортинтернате в Санкт-Петербурге и в 2007 году включалась в заявку клуба «Аврора», игравшего в высшей лиге. Затем занималась в Училище олимпийского резерва в г. Звенигороде, выступала в первом дивизионе за одну из младших команд училища — «Вятич-УОР» (Узуново).
27 сентября 2009 года сыграла первый официальный матч за клуб «УОР-Звезда» (Звенигород) в высшей лиге против клуба «Рязань-ВДВ», заменив на 81-й минуте Наталью Осипову. Всего провела в подмосковной команде полтора сезона, в 2009 году сыграла 3 матча, в 2010 году — 18 игр.
Вызывалась в юниорскую и молодёжную сборную России. Участница турнира «Кубанская весна» 2010 года.
В 2010-е годы вернулась в Санкт-Петербург, где стала выступать в мини-футболе и пляжном футболе. В мини-футболе играла за клуб «Искра», в основном на уровне чемпионата города и Северо-западного округа. В 2017 году признана лучшим нападающим первенства МРО «Северо-Запад». В составе «Искры» также выступала в первом дивизионе по большому футболу. В пляжном футболе участвовала в финальных турнирах чемпионатов России в составе клуба «Звезда» — в 2016 сыграла 2 матча; в 2017 году провела 4 матча, забила 2 гола и стала чемпионкой России. Участница Кубка европейских чемпионов 2017 года (5 матчей), на турнире её команда заняла четвёртое место.